# 万里路街道
万里路街道，是中华人民共和国贵州省遵义市红花岗区下辖的一个乡镇级行政单位。

## 行政区划
万里路街道下辖以下地区：
狮子桥社区、迎红桥社区、丰乐社区、百艺社区、洗花井社区和养鱼池社区。